# Reprezentacja Portugalii na Mistrzostwach Europy w Wioślarstwie 2009
Reprezentacja Portugalii na Mistrzostwach Europy w Wioślarstwie 2009 liczyła 6 sportowców. Najlepszymi wynikami było 5. miejsce w dwójce podwójnej wagi lekkiej mężczyzn.

## Medale

### Złote medale
Brak

### Srebrne medale
Brak

### Brązowe medale
Brak

## Wyniki

### Konkurencje mężczyzn
- dwójka podwójna wagi lekkiej (LM2x): Pedro Fraga, Nuno Mendes – 5. miejsce
- czwórka bez sternika wagi lekkiej (LM4-): Rui Santos, Frederico Gaspar, Pedro Judice Costa, André Pereira Araújo – 12. miejsce